# Sop Bukevski
 Sop Bukevski   (régebben Selnica Šćitarjevska) falu Horvátországban Zágráb megyében. Közigazgatásilag Velika Goricához tartozik.

## Fekvése
Zágráb központjától 20 km-re délkeletre, községközpontjától 11 km-re északkeletre, a Túrmező síkságának északi peremén a Száva jobb partján, a folyó kanyarulatában fekszik.

## Története
A település a Száva menti Bukevje plébániájához tartozik, innen kapta nevének második tagját. Fekvése miatt gyakran szenvedett a Száva árvizeitől.
1857-ben 123, 1910-ben 139 lakosa volt. Trianon előtt Zágráb vármegye Nagygoricai járásához tartozott. 2001-ben 94 lakosa volt.

## Lakosság
| Lakosság változása | Lakosság változása | Lakosság változása | Lakosság változása | Lakosság változása | Lakosság változása | Lakosság változása | Lakosság változása | Lakosság változása | Lakosság változása | Lakosság változása | Lakosság változása | Lakosság változása | Lakosság változása | Lakosság változása |
| ------------------ | ------------------ | ------------------ | ------------------ | ------------------ | ------------------ | ------------------ | ------------------ | ------------------ | ------------------ | ------------------ | ------------------ | ------------------ | ------------------ | ------------------ |
| 1857               | 1869               | 1880               | 1890               | 1900               | 1910               | 1921               | 1931               | 1948               | 1953               | 1961               | 1971               | 1981               | 1991               | 2001               |
| 123                | 131                | 126                | 137                | 150                | 139                | 142                | 134                | 156                | 152                | 165                | 134                | 139                | 103                | 94                 |

## Külső hivatkozások
- Velika Gorica hivatalos oldala
- Velika Gorica turisztikai egyesületének honlapja